# Liste d'écrivains britanniques et irlandais
Cette liste présente des écrivains de nationalité anglaise, écossaise, galloise et irlandaise, qui ont écrit aussi bien en anglais qu'en d'autres langues.
- Haut – A
- B
- C
- D
- E
- F
- G
- H
- I
- J
- K
- L
- M
- N
- O
- P
- Q
- R
- S
- T
- U
- V
- W
- X
- Y
- Z

## A
- Lascelles Abercrombie (1881 - 1938)
- Danie Abse (1923- 2014)
- Joseph Addison (1672 - 1719)
- Ælfric d'Eynsham (955- 1020)
- Cecelia Ahern (1981 - )
- William Harrison Ainsworth (1805 - 1882)
- Mark Akenside (1721 - 1770)
- Aneurin (525 - 600)
- Christopher Anstey (1724 - 1805)
- Evelyn Anthony (1928 -)
- John Arbuthnot (1667 - 1735)
- John Arden (1930 - 2012)
- Elizabeth von Arnim (1866 - 1941)
- Matthew Arnold (1822 - 1888)
- Roger Ascham (1516 - 1568)
- Asser (Xe siècle)
- Kate Atkinson (1951 -)
- W. H. Auden (1907 - 1973)
- Jane Austen (1775 - 1817)
- Alfred Austin (1835 - 1913)

## B
- Francis Bacon (1561 - 1626)
- Philip James Bailey (1816 - 1902)
- Nigel Balchin (1908 - 1970)
- Jean Bale  (1495 - 1593)
- J. G. Ballard  (1930 - 2009)
- Mary Balogh (1944- )
- Alexander Barclay (v. 1475 - 1552)
- Maurice Baring (1874 - 1945)
- Harley Granville Barker (1877 - 1946)
- Nigel Barley (1947 -)
- Barnabe Barnes (v.1569 - 1609)
- Elizabeth Barrett (1806 - 1861)
- J. M. Barrie (1860 - 1937)
- Isaac Barrow (1630 - 1677)
- Herbert Ernest Bates (1905 - 1974)
- Richard Baxter (1615 - 1691)
- James Beattie (1735 - 1803)
- Francis Beaumont (1584 - 1616)
- Samuel Beckett (1906 -  1989)
- William Thomas Beckford (1759 - 1844)
- Thomas Lovell Beddoes (1803 - 1849)
- Brendan Behan (1923 - 1964)
- Aphra Behn (1640 - 1689)
- Julian Bell (1908-1937)
- Quentin Bell (1910-1996)
- Hilaire Belloc (1870 - 1953)
- Arnold Bennett (1867 - 1931)
- Richard Bentley (1662 - 1742)
- J.D. Beresford (1873 - 1947)
- Walter Besant (1836 - 1901)
- Thomas Blackburn (1916 - 1977)
- Richard Doddrige Blackmore (1825 - 1900)
- William Blake (1757 - 1827)
- Edmund Blunden (1896 - 1974)
- Robert Bloomfield (1766 - 1823)
- Wilfrid Scawen Blunt (1840 - 1922)
- George Henry Borrow (1803 - 1881)
- John Bourchier, Lord Berners (1467 - 1533)
- William Lisle Bowles (1792 - 1850)
- William Boyd (1952 -)
- John Braine (1922 - 1986)
- Robert Seymour Bridges (1844 - 1930)
- O.H. Manor, dit James Bridie (1885 - 1951)
- Christine Brooke-Rose (1926 - 2012)
- Richard Brome (1590 - 1652)
- Anne Brontë (1819 - 1875)
- Charlotte Brontë (1816 - 1855)
- Emily Brontë (1818 - 1848)
- Rupert Brooke (1887 - 1915)
- Brigid Brophy (1929 - 1995)
- Rhoda Broughton (1840 - 1920)
- Thomas Browne (1605 - 1682)
- William Browne (1591 - 1643)
- Elizabeth Browning voir Elizabeth Barrett
- Robert Browning (1812 - 1889)
- George Buchanan (1506 - 1582)
- Henry Thomas Buckle (1821 - 1862)
- John Bunyan (1628 - 1688)
- Anthony Burgess (1917 - 1993)
- Edmund Burke (1729 - 1797)
- Gilbert Burnet (1643 - 1715)
- Frances d'Arbley, dite Fanny Burney (1752 - 1840)
- Robert Burns (1759 - 1796)
- Robert Burton (1577 - 1640)
- Joseph Butler (1692 - 1752)
- Samuel Butler (1835 - 1902)
- Mary Butts (1890 - 1937)
- William Byrd (1542 - 1623)
- Lord Byron (1788 - 1824)

## C
- Reginald Campbell (1894 - 1950)
- Thomas Campbell (1777 - 1844)
- David Campton (1924 - 2006)
- Elias Canetti (1905 - 1994) (écrit en allemand)
- Thomas Carew (v.1598 - 1639
- William Carleton (1794 - 1869)
- Thomas Carlyle (1795 - 1881)
- Charles Ludwidge Dodgson, dit Lewis Carroll (1832 - 1898)
- Joyce Cary (1888 - 1957)
- William Caxton (v.1422 - 1491)
- George Chapman (v.1559 - 1634)
- James Hadley Chase (1906 - 1985)
- Thomas Chatterton (1752 - 1770)
- Geoffrey Chaucer (v.1340 - 1400)
- John Cheke (1514 - 1557)
- G. K. Chesterton (1874 - 1936)
- Henry Chettle (v.1560 - v.1607)
- Anna Maria Chetwode (a publié entre 1827 et 1839)
- Agatha Christie ou (Mary Westmacott) (1891 - 1976)
- Winston Churchill (1874 - 1965)
- Colley Cibber (1671 - 1757)
- Edward Hyde comte de Clarendon (1608 - 1674)
- Arthur C. Clarke (1917 - 2008)
- John Cleland (1709 - 1789)
- John Cleveland (1613 - 1658)
- Arthur Hugh Clough (1819 - 1861)
- William Cobbett (1763 - 1835)
- John Colet (v.1467 - 1519)
- Samuel Taylor Coleridge (1772 - 1834)
- William Collins (1721 - 1759)
- William Wilkie Collins (1824 - 1889)
- William Congreve (1670 - 1729)
- Teodor Jozef Konrad Korzeniowski, dit Joseph Conrad (1857 - 1924)
- William Cooper (1910 - 2001)
- Alfred Edgar Coppard (1878- 1957)
- Alexander Cordell (1914-1997)
- Bernard Cornwell (1944 -)
- Lewys Glyn Cothi ( 1420- 1490)
- Noel Coward (1899 - 1973)
- William Cowper (1731 - 1800)
- Abraham Cowley (1618 - 1667)
- George Crabbe (1754 - 1832)
- Richard Crashaw (1612 - 1649)
- Archibald Joseph Cronin (1896 - 1981)
- Richard Cumberland (1732 - 1811)

## D
- Roald Dahl (1916-1990)
- Samuel Daniel (1562 - 1619)
- George Darley (1795 - 1846)
- Charles Darwin (1809 - 1882)
- Erasmus Darwin (1731 - 1802)
- William D'Avenant (1606 - 1668)
- John Davidson (1857 - 1909)
- Andrew Davies (1936- )
- Russell T Davies (1963- )
- John Day (1574 - v.1640)
- Daniel Defoe (1660 - 1731)
- Thomas Dekker (v.1570 - 1632)
- Walter de la Mare (1873 - 1956)
- Shelagh Delaney (1939 - 2011)
- Thomas Delonay (v.1543 - 1600)
- John Denham (1615 - 1669)
- John Dennis (1657 - 1734)
- Thomas de Quincey (1785 - 1859)
- Charles John Huffam Dickens (1812 - 1870)
- Monica Dickens (1915 - 1992)
- Patrick Dickinson (1914 - 1984)
- Kenelm Digby (1603 - 1665)
- Benjamin Disraeli (1804 - 1881)
- John Donne (1573 - 1631)
- Arthur Conan Doyle (1859 - 1930)
- Paul Dowswell (1957-)
- Margaret Drabble (1939 -)
- Michael Drayton (1563 - 1631)
- John Drinkwater (1882 - 1937)
- William Drummond d'Hawthornden (1585 - 1649)
- John Dryden (1631 - 1700)
- Daphne du Maurier (1907 - 1989)
- William Dunbar (v.1460 - v.1520)
- Ronald Duncan (1914 - 1982)
- Lawrence Durrell (1912 - 1990)
- John Dyer (1699 - 1757)

## E
- Marion Eames (1921-2007)
- Maria Edgeworth (1767 - 1849)
- Richard Edwards (v1522 - 1566)
- Olivia Elder (735-1780)
- Caradoc Evans, (1878-1945)
- Mary Ann Evans, dite George Eliot (1819 - 1880)
- Thomas Stearns Eliot (1888-1965)
- Ebenezer Elliott (1781 - 1849)
- Thomas Ellwood (1639 - 1713)
- Thomas Elyot (v.(1490 - 1546)
- William Empson (1906 - 1984)
- George Etherege (v.1635 - 1691)
- John Evelyn (1620 - 1706)

## F
- George Farquhar (1677 - 1707)
- Jasper Fforde  (1961 -)
- Giles Fletcher (1588 - 1623)
- Phineas Fletcher (1582 - 1650)
- Anne Finck, comtesse de Winchilsea (1661 - 1720)
- Henry Fielding (1707 - 1754)
- Sarah Fielding (1710 - 1768)
- John Fletcher (1579 - 1625)
- Ken Follett (1949-)
- John Ford (1586 - v.1639)
- C. S. Forester (1899 - 1966)
- Edward Morgan Forster (1879 - 1970)
- Frederick Forsyth (1938 - )
- John Fowles (1926 - 2005)
- George Fox (1624 - 1691)
- John Foxe (1517 - 1587)
- Antonia Fraser (1932-)
- Michael Frayn (1933 -)
- Edward Augustus Freeman (1823 - 1892)
- James Anthony Froude (1818 - 1894)
- Christopher Fry (1907 - 2005)
- Roger Fry (1866-1934)
- Thomas Fuller (1608 - 1661)

## G
- John Galsworthy (1867 - 1933)
- John Galt (1779 - 1839)
- Samuel Rawson Gardiner (1829 - 1902)
- David Garnett (1892 — 1981)
- David Garrick (1717 - 1779)
- George Gascoigne (v.1525 - 1577)
- John Gay (1685 - 1732)
- Edward Gibbon (1737 - 1794)
- Giraldus Cambrensis (1146 av J.C-1223 av J.C)
- George Robert Gissing (1857 - 1903)
- John Glover (1330? - 1408)
- William Godwin (1756 - 1836)
- William Golding (1911 - 1993)
- Oliver Goldsmith (1728 - 1774)
- Catherine Grace Frances Gore (1799 - 1861)
- Edmund Gosse (1849 - 1928)
- Elizabeth Goudge (1900 - 1984)
- Iris Gower (1935–2010)
- Sarah Grand (1854 - 1943)
- Robert Graves (1895 - 1985
- Thomas Gray (1716 - 1771)
- Henry Vincent Yorke dit Henry Green (1905 - 1973)
- John Richard Green (1837 - 1883)
- Graham Greene (1904 - 1991)
- Robert Greene (v.1560 - 1592)
- Ann Griffiths (1776-1805)
- William Grocyn (v.1446 - 1519)
- Dafydd ap Gwilym (vers 1315/1320 - vers 1350/1370)

## H
- William Habington (1605 - 1654)
- Henry Rider Haggard (1856 - 1925)
- Joseph Hall (1574 - 1656)
- Henry Hallam (1777 - 1859)
- John Hankin (1869 - 1909)
- Gerald Hanley (1916 - 1992)
- Thomas Hardy (1840 - 1928)
- Leslie Poles Hartley (1895 - 1972)
- William Haughton (v.1575 - 1605)
- Anthony Hope Hawkins (1863 - 1933)
- William Hazlitt (1778 - 1830)
- Shirley Hazzard (1931 - 2016)
- Lafcadio Hearn (1850 - 1904)
- William Ernest Henley (1849 - 1903)
- Robert Henryson (v.1425 - v.1500)
- Rayner Heppenstall (1911 -)
- George Herbert (1593 - 1633)
- Robert Herrick (1591 - 1674)
- Maurice Henry Hewlett (1861 - 1923)
- John Heywood (v.1497 - v.1580)
- Jack Higgins (1929-)
- Aaron Hill (1685 - 1750)
- James Hilton (1900 - 1954)
- Thomas Hinde (1926 - 2014)
- Thomas Holcroft (1745 - 1809)
- Robert Holdstock (1948 -)
- John Holloway (1920 -)
- John Home (1722 - 1808)
- Thomas Hood (1799 - 1845)
- Theodore Edward Hook (1788 - 1841)
- Mererid Hopwood (1964- )
- Nick Hornby (1957 -)
- Anthony Horowitz (1955 -)
- Alfred Edward Housman (1859 - 1936)
- Henry Howard comte de Surrey (1517 - 1547)
- William Henry Hudson (1841 - 1922)
- John Ceiriog Hughes (1832–1887)
- Richard Hughes (1900 - 1976)
- Ted Hughes (1930 - 1998)
- David Hume (1711 - 1776)
- James Henry Leigh Hunt (1784 - 1859)
- Angela Huth (1938 -)
- Aldous Huxley (1894 - 1963)

## I
- Christopher Isherwood (1904 - 1986)

## J
- Henry James (1843-1916), Américain naturalisé britannique
- Phyllis Dorothy James (1920 - 2014)
- Margaret Storm Jameson (1891 - 1986)
- Kathleen Jamie (1962 -)
- Richard Jefferies (1848 - 1887)
- Anne Jellicoe (1928 - 2017)
- Jerome K. Jerome (1859 - 1927)
- Fryniwyd Tennyson Jesse (1888 - 1958)
- Samuel Johnson (1709 - 1784)
- Jennifer Johnston (1930 -)
- Jack Jones (1884-1970)
- Lewis Jones(1897-1939)
- William Jones (1746-1794)
- James Joyce (1882 - 1941)
- Judith (XIe siècle)

## K
- Sarah Kane (1976 - 1999)
- John Keats (1795 - 1821)
- John Keble (1792 - 1866)
- Hugh Kelly (1739 - 1777)
- Emily Georgiana Kemp (1860 - 1939)
- Margaret Kennedy (1896 - 1967)
- Thomas Killigrew (1612 - 1683)
- Francis King (1923 - 2011)
- Alexander William Kinglake (1809 - 1891)
- Charles Kingsley (1819 - 1875)
- Amis Kingsley (1922- 1995)
- Rudyard Kipling (1865 - 1936)
- John Knox (v.1505 - 1572)
- Arthur Koestler (1905 - 1983)
- Bernard Kops (1928 -)
- Thomas Kyd (1558 - 1594)

## L
- William Langland (v.1330 - v.1386)
- Hugh Latimer (v.1485 - 1555)
- David Herbert Lawrence (1885 - 1930)
- Thomas Edward Lawrence (dit « Lawrence d’Arabie ») (1888 - 1935)
- David John Moore Cornwell, dit John Le Carré (1931 -
- William Edward Hartpole Lecky (1838 - 1903)
- Nathaniel Lee (v.1653 - 1692)
- Rosamond Lehmann (1901 - 1990)
- Doris Lessing (1919 - 2013)
- Charles James Lever (1806 - 1872)
- Cecil Day-Lewis (1904 - 1972)
- C. S. Lewis (1898 - 1963)
- Gwyneth Lewis (1959 -)
- Matthew Gregory Lewis (1775 - 1818)
- Saunders Lewis (1893–1985)
- Wyndham Lewis (1882 - 1957)
- George Lillo (1693 - 1739)
- Thomas Linacre (v.1460 - 1524)
- Eric Linklater(1899-1974)
- Richard Llewellyn (1907-1983)
- David Lyndsay (v.1485 - v.1555)
- Henry Livings (1929 - 1998)
- David Lodge (1935 -)
- Thomas Lodge (v.1558 - 1625)
- Richard Lovelace (1618 - 1658)
- Samuel Lover (1797 - 1868)
- Peter Lovesey (1936- )
- Malcolm Lowry (1909 - 1957)
- John Lydgate (v.1370 - v.1451)
- John Lyly (v.1554 - 1606)
- Patricia Lynch (1894 - 1972)
- Edward George Earle Lytton Bulwer, Lord Lytton (1803 - 1873)
- Robert Lytton (1831 - 1891)

## M
- Norman MacCaig (1910 - 1996 )
- Rose Macaulay (1889 - 1958)
- Thomas Babington Macaulay (1800 - 1859)
- Arthur Machen (1863 - 1947)
- Colin MacInnes (1914 - 1976)
- Compton Mackenzie (1883 -1972)
- Henry Mackenzie (1745 - 1831)
- Ian Maclaren (1850 – 1907)
- Louis MacNeice (1907 - 1963)
- Mary Saint-Leger Harrison, dite Lucas Mallet (1852 - 1931)
- William Hurrell Mallock (1849 - 1929)
- Thomas Malory (1405- 1471)
- Thomas Malthus (1766 - 1834)
- Bernard Mandeville (1670 - 1733)
- Katherine Mansfield (1889 - 1923)
- Christopher Marlowe (1564 - 1593)
- Frederick Marryat (1792 - 1848)
- John Marston (1576 - 1634)
- Andrew Marvell (1621 - 1678)
- John Masefield (1878 - 1967)
- William Mason (1724 - 1797)
- Philip Massinger (1583 - 1640)
- Charles Robert Maturin (1782 - 1824)
- William Somerset Maugham (1874 - 1965)
- Sarah May (1972 - )
- Cynddelw Brydydd Mawr (XIIe siècle)
- Ian McEwan (1948 - )
- Stephen McKenna (1888 - 1967)
- Candia McWilliam (1955 -)
- George Meredith (1828 - 1909)
- Léonard Merrick (1864 - 1939)
- Alice Meynell (1850 - 1922)
- Thomas Middleton (v.1580 - 1627)
- Andrew Miller (1960 - )
- John Milton (1608 - 1674)
- Mary Russell Mitford (1787 - 1855)
- Nicholas Monsarrat (1910 - 1979)
- Edward Moore (1712 - 1757)
- George Moore (1852 - 1933)
- Thomas Moore (1779 - 1852)
- Thomas Sturge Moore (1870 - 1944)
- Hannah More (1745 - 1833)
- Thomas More (1478 - 1535)
- Charles Langbridge Morgan (1894 - 1958)
- Jan Morris (1926- )
- William Morris (1834 - 1896)
- Arthur Morrison (1863 - 1945)
- John Mortimer (1923 - 2009)
- Ralph Hale Mottram (1883 - 1971)
- Edwin Muir (1887 - 1959)
- Iris Murdoch (1919 - 1999)
- Julie Myerson (1960 - )

## N
- Thomas Nashe (1567 - v.1601)
- Percy Howard Newby (1918 - 1997)
- John Henry Newman (1801 - 1890)
- Norman Nicholson (1914 - 1987)
- Lawrence Norfolk (1963 -)
- Thomas Norton (1532 - 1584)

## O
- Edna O'Brien (1932 -)
- Frances Attie O'Brien (1840-1883)
- Sean O'Brien (1952 -)
- Thomas Occleve (v.1370 - v.1450)
- Andrew O'Hagan (1968 -)
- Frank Ormsby (en) (1947 -)
- George Orwell (1903 - 1950)
- John Osborne (1929 -1994)
- James Macpherson, dit Ossian (1736 - 1796)
- Thomas Otway (1652 - 1685)
- Daniel Owen (1836–1895)
- Alun Owen (1925 - 1994)

## P
- Louise Page (1955 -)
- Robert Paltock (1697 - 1767)
- Fanny Parnell (1848 - 1882)
- Thomas Parnell (1679 - 1718)
- Sheena Patel (écrit au XXIe siècle)
- Walter Pater (1839 - 1894)
- Coventry Patmore (1823 - 1896)
- Thomas Love Peacock (1785 - 1866)
- Pearl Poet (XIVe siècle)
- Iain Pears (1955-)
- Tim Pears (1954-)
- George Peele (1558 - 1598)
- Thomas Percy (1729 - 1811)
- Stephen Philipps (1868 - 1915)
- Ambrose Philips (1675 - 1749)
- Eden Phillpotts (1862 - 1960)
- John Wolcot (1738 - 1819)
- Arthur Wing Pinero (1855 - 1934)
- Harold Pinter (1930 - 2008)
- Alexander Pope (1688 - 1744)
- Anthony Powell (1905 - 2000)
- John Cowper Powys (1872 - 1963)
- Llewelyn Powys (1884 - 1939)
- Theodore Francis Powys (1875 - 1953)
- Terry Pratchett (1948 - 2015)
- Caradog Prichard (1904–1980)
- John Boynton Priestley (1894 - 1984)
- Matthew Prior (1664 - 1721)
- Victor Sawdon Pritchett (1900 - 1997)
- Philip Pullman (1946 -)
- Barbara Pym (1913 - 1980)

## Q
- Francis Quarles (1592 - 1644)

## R
- Ann Radcliffe (1764 - 1823)
- Kathleen Raine (1908 - 2003)
- Allan Ramsay (1686 - 1758)
- Terence Rattigan (1911 - 1977)
- Herbert Read (1893 - 1968)
- Charles Reade (1814 - 1884)
- Mario Reading (1953-2017)
- Peter Reading (1946 - 2011)
- Douglas Reeman, dit Alexander Kent  (1924 - 2017)
- Goronwy Rees (1909-1979)
- Clara Reeve (1729 - 1807)
- James Reeves (1909 - 1978)
- Thomas Mayne Reid (1818 - 1883)
- Eileen Mary Challans, dite Mary Renault (1905 - 1983)
- Ruth Rendell (1930 - 2015)
- Jean Rhys (1894-1979)
- Samuel Richardson (1689 - 1761)
- Anne Ridler (1912 - 2001)
- Kate Roberts (1891-1985)
- Michèle Roberts (1949 -)
- Eileen Arnot Robertson (1903 - 1961)
- Patrick Robinson (1940 -)
- Samuel Rogers (1763 - 1855)
- Dilys Rose (1954 -)
- Christina Georgina Rossetti (1830 - 1894)
- Dante Gabriel Rossetti (1828 - 1882)
- William Rowley (1585 - 1642)
- J. K. Rowling (1966 -)
- Bernice Rubens (1928 - 2004)
- Carol Rumens (1944 -)
- William Hale White, dit Mark Rutherford (1831 - 1913)

## S
- Thomas Sackville, 1er comte de Dorset (1536 - 1608)
- Vita Sackville-West (1892-1962)
- Saki (1870 - 1916)
- William Sansom (1912 - 1976)
- Siegfried Sassoon (1886 - 1967)
- James Saunders (1925 - 2004)
- Mrs.Cronwright-Schreiner, dite Olive Schreiner (1855 - 1920)
- Alexander Scott (1920 - 1989)
- Alexander Scott (1520-1584)
- Walter Scott (1771 - 1832)
- Thomas Shadwell (v.1642 - 1692)
- Peter Shaffer (1925 - 2016)
- William Shakespeare (1564 - 1616)
- George Bernard Shaw (1856 - 1950)
- Bob Shaw (1927 - 1978)
- Mary Wollstonecraft Shelley (1797 - 1851)
- Percy Bysshe Shelley (1792 - 1822)
- William Shenstone (1714 - 1793)
- Richard Brinsley Sheridan (1751 - 1816)
- James Shirley (1596 - 1666)
- Joseph Henry Shorthouse (1834 - 1903)
- Nevil Shute (1899 - 1960)
- Philip Sidney (1554 - 1586)
- Alan Sillitoe (1928 - 2010)
- Andrew Sinclair (1935 - )
- May Sinclair (1863 - 1946)
- Edith Sitwell (1887 - 1964)
- Osbert Sitwell (1892 - 1969)
- Sacheverell Sitwell (1897 - 1988)
- John Skelton (v.1460 - 1529)
- Robin Skelton (1925 - 1997)
- Tobias Smollett (1721 - 1771)
- Charles Percy Snow (1905 - 1980)
- Robert South (1634 - 1716)
- Robert Southey (1774 - 1843)
- Robert Southwell (1561 - 1595)
- Muriel Spark (1918 - 2006)
- Edmund Spenser (1552 - 1599)
- Herbert Spencer (1820 - 1903)
- Howard Spring (1889-1965)
- Richard Steele (1672 - 1729)
- Gladys Bertha Stern (1890 - 1973)
- Laurence Sterne (1713 - 1768)
- Elizabeth Cleghorn Stevenson (1810 - 1866)
- Robert Louis Balfour Stevenson (1850 - 1894)
- William Stevenson (1924 - 2013)
- Desmont Stewart (1924 - 1981)
- David Storey (1933 - 2017)
- Jan Struther (1901 - 1953)
- John Heath-Stubbs (1918 - 2006)
- William Stubbs (1825 - 1901)
- John Suckling (1609 - 1642)
- Steph Swainston (1974 - )
- Jonathan Swift (1667 - 1745)
- Algernon Swinburne (1837 - 1909)
- Frank Swinnerton (1884 - 1982)
- Joshua Sylvester (1563 - 1648)
- Arthur Symons (1865 - 1945)
- John Millington Synge (1871 - 1909)

## T
- Taliesin (518- 599)
- Jeremy Taylor (1613 - 1667)
- William Temple (1628 - 1699)
- Alfred Tennyson (1809 - 1892)
- William Makepeace Thackeray (1811 - 1863)
- Dylan Thomas (1914-1953)
- Edward Thomas (1878-1917)
- Ronald Stuart Thomas (1913-2000)
- Francis Thompson (1859 - 1907)
- James Thomson (1700 - 1748)
- James Thomson (1834 - 1882)
- Colin Thubron (1939 -)
- Hester Thrale (1740-1821)
- John Tillotson (1630 - 1694)
- J. R. R. Tolkien (1892 - 1973)
- Charles Tomlinson (1927 - 2015)
- Cyril Tourneur (v.1575 - 1626)
- Arnold Joseph Toynbee (1889-1975)
- Rose Tremain (1943 -)
- Sidney Tremayne (1912 - 1963)
- Herbert Trench (1843 - 1926)
- William Trevor (1928 - 2016)
- Anthony Trollope (1815-1882)
- Joanna Trollope (1943 -)
- Katharine Tynan (1859-1931)
- William Tyndale, ou Tindale (v.1492 - 1536)
- Alexander Fraser Tytler (1747 - 1813)

## U
- Nicholas Udall (1506 - 1556)
- Barry Unsworth (1930 - 2012)
- Thomas Urquhart (1611 - v.1660)
- Peter Ustinov (1921 - 2004)

## V
- John Vanbrugh (1664 - 1726)
- John Van Druten (1901 - 1957)
- Henry Vaughan (1622 - 1695)

## W
- John Wain (1925 - 1994)
- Edmund Waller (1606 - 1687)
- Horace Walpole (1717 - 1797)
- Hugh Seymour Walpole (1884 - 1941)
- Izaac Walton (1593 - 1683)
- Marina Warner (1946 -)
- Rex Warner (1905 - 1986)
- Isaac Watts (1674 - 1748)
- Evelyn Waugh (1903 - 1966)
- Mary Webb (1881 -1927)
- John Webster (v.1575 - v.1625)
- Fay Weldon (1931 -)
- H. G. Wells (1866 - 1946)
- Arnold Wesker (1932 - 2016)
- Cicily Isabel Andrews Fairfield, dite Rebecca West (1892 - 1983)
- George Whetstone (v.1544 - 1582)
- John Ellis Williams (1924- 2008)
- Raymond Williams (1921-1988)
- Waldo Williams (1904-1971)
- Martha Wilmot (1775-1873)
- Dorothy Whipple (1893 - 1966)
- Laurence Whistler (1924 - 2000)
- Antonia White (1899 - 1980)
- Susan Wicks (1947 -)
- Oscar Fingall O'Flahertie Wills Wilde (1856 - 1900)
- Charles Williams (1886 - 1945)
- Glanmor Williams (1920- 2005)
- Angus Wilson (1913 - 1991)
- Colin Wilson (1931 - 2013)
- Jeanette Winterson (1959 -)
- George Wither (1588 - 1667)
- John Withing (1917 - 1963)
- Pelham Grenville Wodehouse (1881 - 1975)
- Margaret Louise Woods (1856 - 1945)
- Virginia Woolf (1882 - 1941)
- William Wordsworth (1770 - 1850)
- Thomas Wyatt (1503 - 1542)
- William Wycherley (v.1640 - 1716)
- Eirug Wyn (1950–2004)
- Hedd Wyn (1887–1917)
- John Beynon Harris, dit John Wyndham (1903 - 1969)

## Y
- William Butler Yeats (1865 - 1939)
- Edward Young (1683 - 1765)
- Francis Brett Young (1884 - 1954)

## Z
- Israel Zangwill (1864 - 1926)